# Kis piros traktor
A Kis piros traktor vagy Kicsi piros traktor (Little Red Tractor) 2004-es brit televíziós sorozat gyerekeknek. A Little Entertainment Company és az Entertainment Rights készítette. A tízperces epizódokat az Egyesült Királyságban a BBC sugározta a CBeebies csatornán.

## Története
A Little Red Tractor Projects Limited tulajdonában volt az eredeti Kis piros traktor videósorozat. Annak ellenére, hogy nem volt látható a televízióban, a Kis piros traktor bekerült az első tíz gyerekvideó közé, és több hétig ott is maradt. Az eredeti sorozat összesen több mint 300 000 példányban kelt el. Állítólag a forgalmazó meg akarta másolni ezt a sikert. A televíziós jogokat azonban eladták Keith Littler Little Entertainment Group nevű cégének, mert Peter Tye, a sorozat rendezője/írója előnyben részesítette a stop frame animáció terén szerzett szakértelmüket. A Traktor Tomhoz való látszólagos hasonlóságok ellenére a Kis piros traktornak teljesen más stílusa van, valósághűbb történetekkel és nagyobb szereplőgárdával.

## Szereplők
- Stan - ???

## Epizódok
1. A nagy zaj
2. Az aratás
3. A kupa
4. A létra
5. Kicsi piros traktor születésnapja
6. Szerencsés nap
7. Kiárusítás
8. Majd ő elintézi
9. A szeder
10. A repülés